# Naässenen
De  naässenen was een gnostische groepering uit de tweede eeuw na Chr. die bekend is uit de tekst  Refutatio Omnium Haeresium van Hippolytus van Rome (170-235). Hun naam is ontleend aan de veronderstelling dat zij de slang (Hebreeuws nahash) in het paradijs zouden vereren als brenger van gnosis. Er was een andere gnostische groepering die op basis van dezelfde veronderstelling de naam ophieten heeft naar het Griekse woord ophis  dat ook de betekenis van slang heeft. Er is in de godsleer van beide groeperingen overigens weinig overeenkomst.
Hyppolytus schreef in zijn werk dat hij zich baseerde op een document van de naässenen met de naam Rede (of Preek)  van de  naässenen. Het wordt voorafgegaan door een inleiding en besluit met een conclusie. De moeilijkheid voor de interpretatie van het werk is dat het oorspronkelijke document waar Hyppolytus zich op baseerde duidelijk alleen voor ingewijden moet zijn geschreven. Kennis van rituelen en de godsleer werd daarbij als verondersteld bekend en dus maar summier vermeld.

## Beschrijving van de constructie van hun pleroma
Het grootste deel van de tekst van Hippolytus van Rome is een samenvatting van de opvatting van de naässenen over het pleroma. In de gnostiek is pleroma de benaming voor de volheid, de structuur en verblijfplaats van de goddelijke wereld. In gnostische teksten wordt het pleroma verschillend beschreven. De essentie van de top van het pleroma is echter vaak min of meer hetzelfde. Er is sprake van een Vader, een Moeder en een Zoon. De Vader ziet zich weerspiegeld in het lichtwater dat hem omgeeft en realiseert zich dat hij zichzelf ziet. Die gedachte verzelfstandigt zich en dat creëert de Moeder, vaak aangeduid als de Eerste Gedachte of ook wel Barbelo. Zij ontvangt een lichtvonk van de vader en produceert een Licht, de Zoon. Die wordt door de Vader gezalfd en daarom de Gezalfde, Christus, genoemd.  In alle gnostische teksten over het pleroma verschijnen dan eonen. Dat zijn emanaties van de Moeder en de Zoon. Het zijn goddelijke krachten van een lagere orde.
In sommige gnostische systemen, zoals ook in Eugnostus de Gelukzalige, komen hypostases, goddelijke zijnsvormen, voor als De Mens en Zoon van de Mens. Bij de naässenen vormen die samen een androgyne eenheid, ook wel Adamas genoemd, waarboven nog een hoogste onbekende God aanwezig is. In de inleiding wordt duidelijk gemaakt dat de gehele structuur van het universum drie eeuwige principes kent die ook zijnsvormen zijn:de Pre-existente, de Zelfverwekte en de Uitgestorte Chaos. De verhouding tussen deze zijnsvormen en de eerste drie is niet geheel duidelijk, maar de Zelfverwekte en de Mens moeten identiek zijn. In de tekst is daarnaast sprake van het bestaan van een demiurg, die hier de naam Esaldaeus heeft. Dat is de Griekse vorm van El Shaddai. Onder die naam is in Genesis God bekend bij de aartsvaders Abraham, Isaak en Jakob. Hij ordende door de schepping de Uitgestorte Chaos en is de heerser daarover.
Het universum, ook het goddelijke, kent een drievoudige structuur. Ook de Hemelse Mens heeft zowel een geestelijke, psychische als materiële, stoffelijke component. Dit is een parallel met de  opvatting in het valentinianisme waar de werkelijkheid verdeeld verdeeld werd in een pneumatische wereld (de goddelijke wereld), een psychische wereld (de wereld van de demiurg) en een stoffelijke wereld (de zichtbare wereld). Deze drie elementen komen bij de naässenen samen in  een mens, Jezus, de zoon van Maria. Door deze elementen sprak Jezus tot de drie gemeenschappen in het universum, de engelen, de psychici en de aardsen. Die worden benoemd als de uitverkorenen, de geroepen (de gnostici, de naässenen) en de in slavernij levenden (de niet-gnostici, die onwetend gehouden worden door de demiurg).

## De rede, preek van de naässenen
Hierna volgt dan de Rede (of Preek) van de  naässenen. Het is een gecompliceerde verhandeling die de bedoeling van de Mens en Zoon van de Mens tracht te verduidelijken door het schetsen van een grote hoeveelheid parallellen met Griekse en oosterse godsdiensten. Er is een uitvoerig commentaar op twee hymnes aan Attis, de zoon en minnaar van Cybele in een Griekse mysteriecultus. Een van de hymnes syncretiseert Attis met de mysteriën van godheden als Adonis, Isis en Eleusis. Deze godheden en de met de cultus samenhangende rituelen worden verbonden met het bestaan van de Hemelse Mens.
De hemelse Adamas is het prototype waarvan de aardse mens, Adam, het evenbeeld is. De verbinding tussen die twee is de ziel. De aspecten van de Hemelse Mens komen samen in Jezus, die de Verlosser wordt door de gnosis te openbaren aan hen die dat waardig zijn. Dat wordt verbeeld als een proces van afdaling en opstijging van zowel de Hemelse Mens als de menselijke zielen. Het wordt  vergeleken met een oceaan, die altijd vloed en eb kent, nu naar beneden en nu naar boven  .
In dit tekstdeel wordt dan ook aan de slang gerefereerd. De slang wordt gezien als een vloeibare substantie. Zonder die aanwezigheid zou niets kunnen bestaan. Die substantie wordt geïdentificeerd als de rivier die in Genesis ontspringt in het paradijs en is daarmee het Levende water, een term die ook in andere gnostische literatuur, zoals de Openbaring van Adam, wordt gebruikt voor een doopplechtigheid waarin de hoogste vorm van gnosis bereikt werd.

## De psalm van de naässenen
Hyppolytus beëindigt het hoofdstuk over de naässenen met het citeren van de de psalm van de naässenen. Het is van de meest poëtische teksten uit de gnostische literatuur. De psalm begint met het benoemen van de drie principes van het universum. Daarna vervolgt het met het lot van de ziel die tijdens haar zoektocht in het Labyrinth belandt, de wereld van het kwaad.  Aan het eind van de psalm brengt Jezus als Verlosser de mogelijkheid van gnosis.